# 베트남의 인터넷 검열

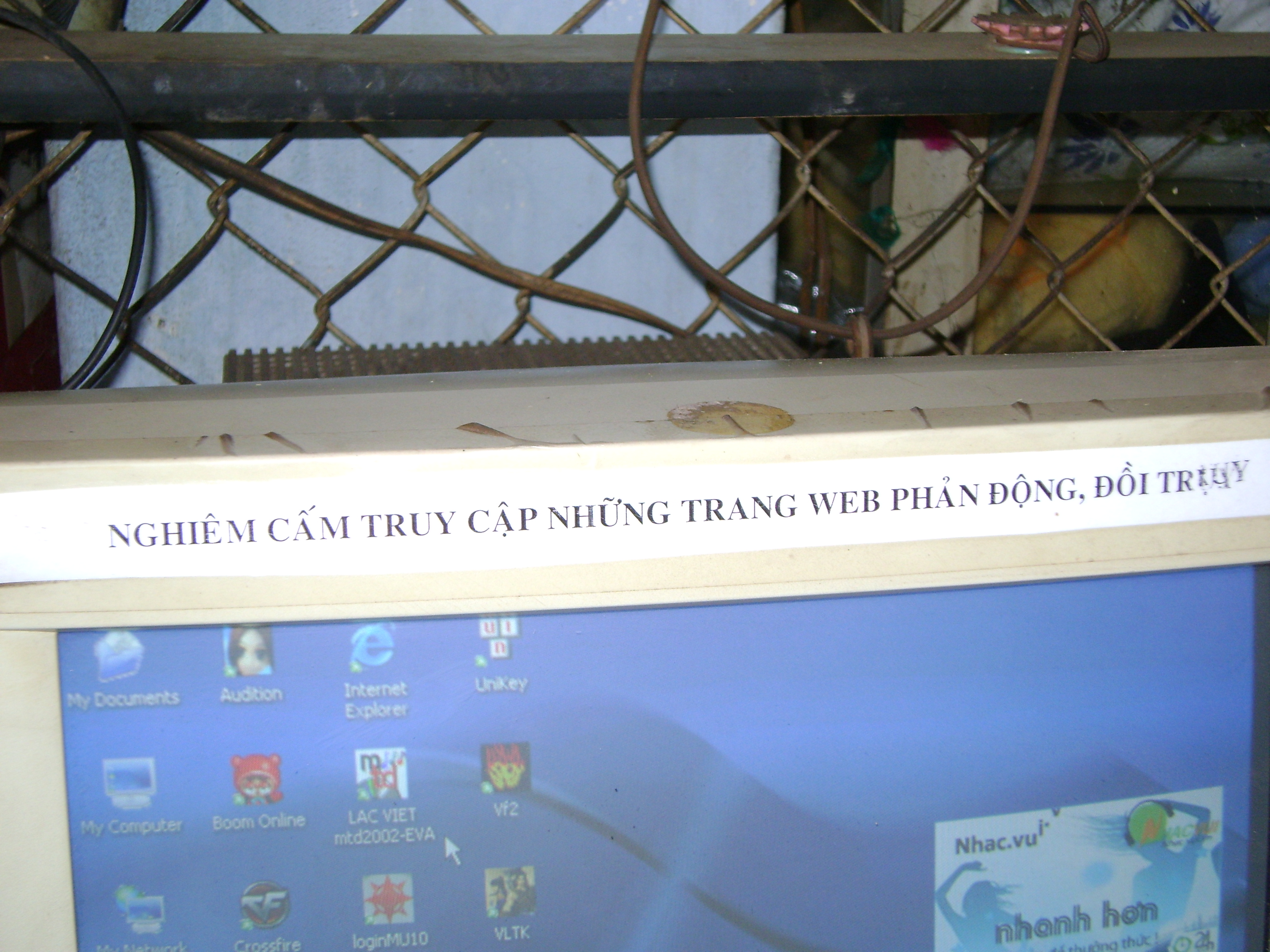
베트남의 한 PC방 화면에는 ‘반정부적’이거나 ‘음란한’ 웹사이트에 접속하지 말라는 경고 문구가 표시되어 있다.

베트남 정부는 인터넷 접속을 폭넓게 검열하며, 법적·기술적 수단을 모두 활용하고 있다. 하버드대학교, 토론토대학교, 옥스퍼드대학교, 케임브리지대학교가 공동으로 수행한 OpenNet Initiative 연구에 따르면, 베트남의 정치 분야 인터넷 검열 수준은 "전면적(pervasive)"이라고 평가되었다. 또한 국제 언론 자유 단체인 국경 없는 기자회는 2011년에 베트남을 ‘인터넷의 적’ 10개국 중 하나로, 2012년에는 12개국 중 하나로 지정하였다. 베트남 정부의 인터넷 이용 통제, 감시, 점검 노력은 흔히 “대나무 방화벽(bamboo firewall)“이라고도 불린다.
베트남 정부는 인터넷 검열 노력이 사용자들을 외설적이거나 “음란한” 콘텐츠로부터 보호하기 위한 것이라고 주장하지만, 실제로 검열 대상이 되는 대부분의 웹사이트는 정치적 또는 종교적으로 민감한 내용을 담고 있어 베트남 공산당의 통치에 영향을 줄 수 있는 것들이다. OpenNet의 연구에 따르면, 차단된 웹사이트들은 대부분 해외 베트남인들의 반체제 활동, 해외 언론 매체나 독립적인 비정부기구, 인권, 종교 관련 주제를 다루고 있다. 일부 소셜미디어, 예를 들어 페이스북은 2008년 몇 달 동안 접속이 불가능하기도 했다. 정부는 공개적으로 몇몇 웹사이트나 블로그를 ‘부적절한’ 내용이라는 이유로 폐쇄시켰고, 반대 성향의 일부 웹사이트는 해커 공격을 받기도 했다. 국제 인권 단체인 국제앰네스티(Amnesty International)는 인터넷 활동을 이유로 체포된 활동가들의 사례를 여러 차례 보고한 바 있다.

## 법률 문서

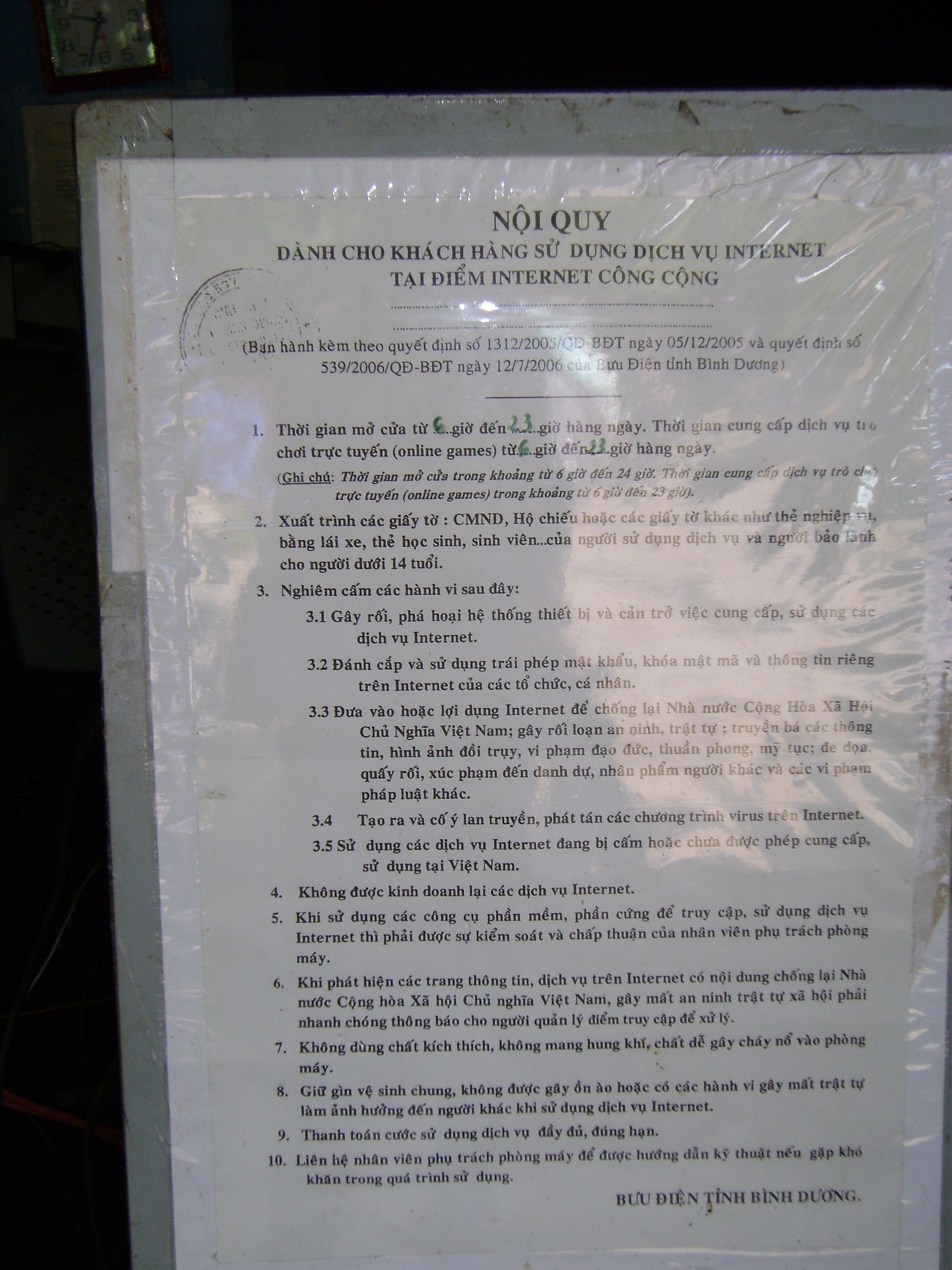
베트남의 PC방 내규 목록에서, 제3.3항은 이용자가 접근해서는 안 되는 콘텐츠 유형을 명시하고 있다.

1997년 3월 5일 제정된 정부령 21-CP(임시 규정)의 제3조는 다음과 같은 요구 사항을 담고 있다. “베트남의 국제 게이트웨이를 통해 인터넷으로 송신되거나 수신되는 모든 정보는 『신문법 제10조』 및 『출판법 제22조』의 규정을 반드시 준수해야 한다.” 구체적으로는 다음과 같다:
1. 사회주의공화국 베트남 국가에 반대하거나, 국민 대통합을 해치는 선동을 해서는 안 된다.
2. 폭력을 선동하거나, 침략 전쟁을 선전·선동하거나, 민족 간·국가 간 증오를 조장하고, 반동적 사상과 문화, 음란하고 타락한 생활방식, 범죄 행위, 사회악, 미신, 전통적 미풍양속을 해치는 내용을 전파해서는 안 된다.
3. 당과 국가의 비밀, 군사·안보·경제·외교상의 비밀, 시민의 개인 정보 및 기타 법률로 규정된 비밀을 누설해서는 안 된다.
4. 허위 정보를 퍼뜨리거나, 역사를 왜곡하거나, 혁명의 성과를 부정하거나, 위인과 민족 영웅을 모욕하거나, 조직의 명예 및 시민의 인격과 명예를 훼손하는 행위를 해서는 안 된다.

1997년 10월 23일, 베트남 내무부는 결정 848/1997/QĐ-BNV(A11)을 통해 인터넷 활동에서 국가 안보를 보장하기 위한 점검·통제 조치 및 장비에 관한 규정을 공표하였다. 이 결정에 따르면, 인터넷 서비스 제공자(ISP)는 다음과 같은 의무를 진다: "정부의 ‘임시 규정 제3조’를 위반하는 정보를 인터넷상에 유포하려는 의도 또는 행위를 했거나 하고 있는 개인 및 조직을 식별·차단하고, 내무부에 즉시 보고할 책임이 있다". 동시에, 인터넷 사용자에게는 다음과 같은 책임이 부과된다:
1. 인터넷 활동 중 국가 안보에 의심이 가는 문제가 발견되면 가장 가까운 기관에 즉시 신고해야 한다.
2. 인터넷에 정보를 게시할 때는 국가의 규정을 절대적으로 준수해야 한다.
3. 정부 ‘임시 규정 제3조’를 위반하는 내용을 담은 조직 또는 개인의 정보를 인터넷상에서 접근·이용·전파해서는 안 된다.
4. 베트남 관련 정치·경제·문화·사회 문제에 관한 세미나를 인터넷상에서 자의적으로 조직하거나 참여해서는 안 되며, 이를 원할 경우 국제 세미나 관련 국가 규정에 따라 등록 절차를 거쳐야 한다.
5. 인터넷상에서 암호화된 정보나 데이터를 유포해서는 안 된다.
6. 압축된 정보나 데이터를 전송할 경우, 반드시 관련 네트워크 운영기관에 등록된 해제 소프트웨어를 함께 제공해야 한다.
7. 인터넷에 연결된 컴퓨터에는 어떠한 부처나 지역의 국가 기밀에 해당하는 정보나 문서를 저장해서는 안 된다.

또한, 2005년에 제정된 공동 회람 통지문 제02/2005/TTLT-BCVT-VHTT-CA-KHDT호는 베트남 내 인터넷 서비스 제공 대리점이 “국가의 권한 있는 기관에 의해 접근이 금지된 인터넷 정보 페이지(웹사이트)에 접속하기 위해 우회 도구를 사용하거나 타인에게 그 사용을 안내하는 행위”를 금지하고 있다.
베트남에서는 많은 온라인 활동가들이 ‘사회주의공화국 베트남 국가에 반하는 선전 활동’ 혐의로 기소되며, 이는 베트남 형법 제88조에 다음과 같이 규정되어 있다:
1. 국민 정부를 왜곡하거나 중상모략하는 선전 행위.
2. 심리전을 조장하고, 허위 정보를 유포하여 국민 사이에 불안을 조성하는 선전 행위.
3. 사회주의공화국 베트남 국가에 반하는 내용을 담은 문서나 문화물을 제작·소지·유포하는 행위.

형법 제258조는 ‘민주적 자유권 남용죄’에 대해 다음과 같이 정의하고 있다. “언론의 자유, 출판의 자유, 신앙·종교의 자유, 집회·결사의 자유 등 민주적 자유권을 남용하여 국가의 이익, 조직 및 시민의 합법적 권리와 이익을 침해하는 행위”는 국가, 조직, 시민의 권익을 침해한 것으로 간주되어 처벌 대상이 된다.
2011년 말, 베트남 공산당 중앙위원회는 당원 행동 수칙인 『47-QĐ/TW 규정』을 공포하였으며, 이 규정에는 당원이 해서는 안 되는 19가지 행위가 포함되어 있다. 그 중 일부는 당원이 글을 쓰거나(블로그 포함), 발언하거나, 반론을 제기하거나, 청원을 제기하는 것과 관련된 행위에 대한 제한을 명시하고 있으며, 다음과 같은 조항들이 포함된다:
- 제2조: 당 및 국가의 비밀 정보를 제공하거나 유출하거나 분실하거나, 허가되지 않은 정보를 글로 작성하거나 게시하는 행위. 당의 노선이나 국가법에 반하는 관점을 전파하기 위해 정보를 저장·선전·배포하거나 타인을 선동하는 행위. 파벌 활동이나 내부 분열을 조장하여 단결을 해치는 행위. 당에 대한 의견 개진 또는 반영을 빌미로 타인을 공격·중상·모욕하거나 자의적으로 평가하는 행위. 고발자, 비판자, 제안자에 대해 협박하거나 보복하거나 불이익을 주는 행위.
- 제3조: 사실과 다른 기사나 정보를 작성·게시하거나, 허위사실 유포, 비방, 날조, 또는 재판 전 피의 사실과 형량을 예단하는 내용 작성. 반론이나 정정 보도를 법에 따라 게시하지 않는 행위. 사회에 부정적인 영향을 미치는 자극적이고 건전하지 못한 문학·예술 작품을 창작·제작·유통하거나, 사실과 다른 회고록이나 글을 유포하는 행위.
- 제5조: 허위 고발, 익명 또는 도용하여 고발하는 행위. 타인과 함께 고발장을 작성하거나 서명하는 행위. 타인을 선동, 부추기거나 회유·강요하여 청원 또는 고발하게 만드는 행위. 고의로 권한 없는 기관에 청원서나 고발장을 발송하거나 배포하는 행위.
- 제6조: 법률에 위반되는 단체를 조직하거나 가입하는 행위. 집회나 시위를 조직하거나 참여하여 공공의 질서와 치안을 위협하는 행위.

한 반체제 성향의 변호사는 해당 규정이 공산당 내부의 규정일 뿐이라면서도, “이 규정은 인간의 가장 기본적인 권리들을 심각하게 침해하며, 특히 사상의 자유와 의견 표현의 자유를 금지하는 점에서 심각한 문제를 안고 있다”고 지적하였다.
2012년 9월, 베트남 정부 사무국은 공문 번호 7169/VPCP-NC를 통해, 응우옌떤중 당시 총리가 다음과 같은 이유로 일부 인터넷 사이트에 대한 조사 및 처리를 지시하였다: “2012년 6월 15일자 공안부 보고서 제277/BC-BCA-A61호, 7월 9일자 제335/BC-BCA-A61호, 6월 29일자 정보통신부 공문 제78/BTTTT-PTTH&TTĐT호, 7월 19일자 중앙선전부 공문 제2794-CV/BTGTW호, 9월 7일자 당 중앙사무처 보고서 제172-BC/VPTW호에 따르면, ‘Dân Làm Báo’ (시민 기자), ‘Quan Làm Báo’ (관리 기자), ‘Biển Đông’ (남중국해) 등의 전자 정보 사이트 및 일부 다른 웹사이트들이 국가 지도부를 모함하고 왜곡·날조된 허위 정보를 퍼뜨리며, 당과 국가에 대한 반감을 조장하고 사회에 부정적인 여론을 형성하고 있다는 사실이 확인되었다”.
2013년 9월 1일, 베트남 정부의 『72/2013/NĐ-CP 법령』이 발효되었으며, 이에 따라 종합 전자정보 제공자 및 소셜미디어 플랫폼 운영 조직은 국내에 최소 1대 이상의 서버를 설치해야 하며, 이는 “국가기관의 요청에 따른 정보 감시, 점검, 저장 및 제공을 위한 목적”으로 명시되었다. 이 법령은 또한 “개인 전자정보 사이트”를 다음과 같이 정의하고 있다: "개인이 직접 개설하거나 소셜미디어 서비스를 통해 개설한 페이지로, 본인의 정보 제공 및 교류를 목적으로 하며 종합 정보 제공 기능은 하지 않는다".

## 검열 대상
2006년 OpenNet의 연구에 따르면, 베트남 정부는 인터넷을 적극적으로 검열하고 있으며, 그 기술적 정교함, 범위, 효율성은 갈수록 강화되고 있다. 이 검열은 불투명하고 책임성이 부족한 방식으로 시행된다. 2015년 ‘국경 없는 기자회’(RSF)는 베트남을 ‘인터넷의 적’ 11개국 중 하나로 지정하였다.

### 음란물
비록 ‘음란한 콘텐츠’가 베트남 정부가 인터넷을 검열하는 주요 명분 중 하나로 제시되고 있지만, 실제로는 성인물 콘텐츠를 담은 웹사이트 중 차단된 사례는 매우 드물다. 이러한 사실은 정부가 내세우는 검열 사유와 실제 검열의 목적이 일치하지 않음을 보여준다. 2007년 OpenNet의 연구에 따르면, 음란물 콘텐츠를 포함한 웹사이트는 단 한 곳도 차단되지 않았으며, 예외적으로 한 웹사이트만이 음란물 링크를 포함하고 있어 차단되었는데, 그 역시 다른 사유로 인해 차단된 것으로 분석되었다.
베트남 내 통신사 관계자들은 Facebook과 YouTube 같은 일부 대형 플랫폼이 차단된 이유로 “국제 대역폭의 70~80%를 점유하면서도 국내 통신사에 수익을 주지 않는다”는 경제적 사유를 언급한 바 있으나, 일각에서는 “수천 개에 달하는 포르노 사이트들이 과연 수익을 창출하고 있기 때문에 차단되지 않는 것이냐”는 의문이 제기되었다. 이러한 주장은 특히 2007년부터 2010년까지 Google 검색어 통계에서 베트남이 ‘sex’ 관련 검색량 세계 최고 수준을 기록한 현실 속에서 더 큰 설득력을 가진다. 하지만 이러한 사이트들이 실제로 얼마나 많은 트래픽을 차지하고 있는지는 공식적으로 발표된 적이 없다. 또한, 2019년 11월경, Viettel, VNPT, FPT Telecom 등 주요 통신사들이 음란물 웹사이트들을 대거 차단했을 가능성이 있으나, 그에 대한 명확한 공지나 설명은 아직까지도 제공되지 않았다.

### 정치와 표현의 자유
OpenNet의 연구에 따르면, 차단된 웹사이트들은 주로 정치적 내용을 담고 있으며, 그 중에는 해외 거주 베트남인의 반체제 활동, 해외 언론 또는 독립 언론, 인권, 종교 관련 주제들이 포함되어 있다.
차단된 웹사이트 대부분은 베트남과 관련된 특성을 지닌다. 예를 들어, 베트남어로 작성되었거나 베트남 문제를 다루는 경우가 많으며, 베트남과 관련 없는 내용이나 영어로 작성된 사이트는 차단되는 일이 드물다. 예시로, 자유아시아방송(Radio Free Asia)의 베트남어 사이트는 조사 대상이 된 두 개의 인터넷 서비스 제공업체 모두에서 차단되었지만, 영어 버전은 한 곳에서만 차단되었다. 국제 인권단체들의 웹사이트 중에서는 ‘휴먼라이츠워치(Human Rights Watch)’의 사이트만이 차단되었고, 그 외 다수의 베트남어 사이트는 정부를 간접적으로 비판하거나, 혹은 직접적으로 비판하는 내용이 담긴 경우 차단 대상이 되었다.
종교 관련 내용도 차단 대상에 포함되며, 종교 자유, 불교, 까오다이교(Cao Đài) 등을 다룬 웹사이트도 차단된 사례가 있다.
또한, 정치단체가 아님에도 불구하고 표현의 자유와 언론의 자유를 옹호하는 조직들, 예컨대 ‘국경 없는 기자회’(RSF)나 ‘Dân làm báo’ 같은 사이트들 역시 접속이 차단되었으며, 국내 이용자들은 해당 사이트에 접근할 수 없었다. RSF는 이에 대응하여, 정부의 방화벽을 우회하기 위해 동일한 콘텐츠를 담은 클라우드 기반 미러 사이트들을 운영하게 되었다.

### 블로그 및 소셜미디어
2009년 말부터 페이스북 접속에 문제가 발생하기 시작했고, 2010년에는 이러한 현상이 더욱 심각해졌다. 많은 블로거들은 정부의 ‘관심 대상’이 되는 것을 두려워해 자율적으로 검열을 하게 되었고, 일부는 민감한 주제를 다룬 게시물이 삭제되는 일을 겪기도 했다.
2012년 초, 하노이 국립대학교 정보기술연구소가 주최한 세미나에서 VTC 사장인 응우옌 럼 타인(Nguyễn Lâm Thanh)은 페이스북 차단이 “정치적인 이유가 아니라 경제적인 이유” 때문이라고 주장하였다. 그는 페이스북 접속이 간헐적으로 불안정하고 전체적으로 지속적이지 않은 이유는, 수익성이 더 높은 서비스에 대역폭을 우선 배분하기 위한 조치라고 설명했다. 그러나 이후 인터넷 서비스 제공업체(ISP)들의 대표들은 언론을 통해 이 주장을 부인하면서, “자사는 항상 고객의 이익을 경제적 이익보다 우선시하며”, “해외와의 네트워크 경로에 문제가 생겨 외국 사이트 접속이 어려운 현상이 발생했을 뿐”이라고 해명하였다.
2013년 9월 1일부터 시행된 ‘정부령 제72호’에 따르면, 소셜미디어 플랫폼은 다음과 같은 의무를 가진다. 규정을 위반하는 공공 정보를 자발적으로 제공해서는 안 되며, 관할 국가기관과 협력하여 위반 정보를 삭제하거나 차단해야 하며, 국가기관의 요청이 있을 경우, 테러·범죄·불법 행위와 관련된 사용자 개인 정보 및 사적 정보를 제공해야 하며, 국가기관의 감사, 점검, 정보 저장 및 요청 대응을 위해 최소한 하나 이상의 서버를 베트남 국내에 설치해야 한다. 또한, 이 정부령은 소셜미디어 사용자가 자신의 개인 계정을 통해 종합 정보를 제공하는 행위를 허용하지 않는다.
2018년 5월 25일, 블로거 응우옌 안 투언(Nguyễn Anh Tuấn)은 공안부 산하 남부 반정부 및 테러 방지국(A67)에 의해 떤선녓 국제공항에서 제지되었으며, 그 자리에서 하노이의 ‘황금 땅(đất vàng)’을 입찰 없이 확보한 Vincom Group에 관한 자신의 게시글 삭제를 요구받았다. 그러나 투언 씨는 해당 요청을 거부하였다.
페이스북과 관련해서는, 베트남 정부는 여전히 정치적 발언을 통제하려 하고 있으며, ‘국가에 반하는 내용’이라고 판단되는 게시물의 삭제를 지속적으로 요구하고 있다. 또한, 정보통신부 장관 응우옌 마잉 훙(Nguyễn Mạnh Hùng)은 2020년 10월 제9기 국회 제10차 회의에서, 사용자의 실명제 도입을 강하게 주장하였다. 하지만 2020년 말 기준, 페이스북은 해당 요구에 동의하지 않았고, 이에 정부는 페이스북 차단 가능성을 경고하였다.

### 우회 접속 도구
2005년 제정된 공동통지문 02/2005/TTLT-BCVT-VHTT-CA-KHĐT에 따르면, 베트남에서는 방화벽 우회 도구의 사용이 금지되어 있다. OpenNet의 연구에 따르면, 다수의 프록시 서버 및 우회 접속 도구들이 실제로 접속 불가능한 상태였으며, OpenNet은 베트남의 이 분야(우회 접속 차단)에 대한 검열 수준을 ‘상당함’(substantial)으로 평가하였다.

## 해킹 및 사이버 공격
정치적 내용을 담은 일부 웹사이트들, 예를 들어 응우옌 후에 치(Nguyễn Huệ Chi) 교수의 ‘Bauxite Việt Nam’ 사이트와 ‘Anhbasam’ 블로그는 지속적으로 디도스(DDoS, 서비스 거부) 공격을 받았다. 국영 언론들은 또한 이런 개인 웹사이트를 지속적으로 비난하고 공격하는 보도를 이어갔다. 2010년 8월 말, 베트남 국경절을 전후하여, 여러 반정부 성향 및 비판적인 블로그와 웹사이트가 며칠간 집단적으로 사이버 공격을 당했다. 같은 해, Google은 베트남 전문가협회 웹사이트가 해킹되었고, 여기서 사용되던 베트남어 입력 프로그램인 VPSKeys가 악성 소프트웨어로 교체되어, 이를 통해 반정부 사이트들을 공격하는 데 사용되었다고 발표했다. Google의 사이버 보안팀은 “정치적으로 민감한 베트남어 웹사이트들에 대한 조직적 해킹 캠페인”을 포착했다고 밝혔으며, 컴퓨터 보안 기업 McAfee의 기술 책임자 조지 커츠(George Kurtz)는 “해커들은 정치적 동기를 가졌으며 베트남 정부에 충성하는 자들일 수 있다”고 분석했다. 이에 대해 베트남 외교부 대변인 응우옌 프엉 응아(Nguyễn Phương Nga)는 “이러한 주장에는 아무런 근거가 없다”고 반박하였다. 또한, 2010년 5월 5일 열린 전 국가 언론회의에서, 베트남 공안총국 부국장 브 하이 찌에우(Vũ Hải Triều) 중장은 다음과 같이 발언했다: “우리 기술 부서가 300개의 악성 온라인 신문 및 개인 블로그를 폐쇄했다.”

## 온라인 감시 및 선전 활동
베트남 정부는 인터넷상에서 감시와 선전 활동을 수행하기 위해 선전요원, 여론조작 요원(‘dư luận viên’), 사이버 경찰을 활용하고 있다. 이러한 ‘온라인 논객 조직’의 존재가 처음으로 공개된 것은, 하노이시 당 선전부장 호꾸엉러이(Hồ Quang Lợi)가 노동신문(Lao động)과의 인터뷰에서 밝힌 발언을 통해서였다. 그는 “적대 세력의 왜곡된 논리에 맞서기 위해 인터넷상에서 직접 싸우고, ‘펜 전쟁(논쟁)’에 참여하는 전문가 그룹을 결성했다”고 말했다.
AFP 통신에 따르면, 베트남의 인터넷 감시 요원들은 뉴스 통제를 수행하고 여론을 유도하는 역할을 하며, 이는 중국의 시스템과 유사하다. 이른바 ‘여론 요원(dư luận viên)’들은 정부와 공산당을 비판하는 의견에 맞서 ‘펜 전쟁(논박)’을 벌이며, 여론을 정부와 베트남 공산당에 우호적인 방향으로 이끌고자 한다. 반면, 정부를 비판하는 독립적인 논평가들은 ‘국가 선전 반대’ 혐의로 체포되어 투옥되기도 한다. 베트남 정부는 반체제 블로거들을 탄압하고 투옥시키는 방식으로 그들의 목소리를 잠재우는 데 실패하자, 각종 포럼에 침투하여 체제를 찬양하는 발언을 유포하는 여론 조작 요원을 조직적으로 양성하기 시작했다.

## 인터넷 활동으로 인한 기소
많은 사람들이 인터넷 활동으로 인해 ‘베트남 사회주의공화국 국가에 반하는 선전’ 혐의로 기소되었다. 국경 없는 기자회에 따르면, 2011년 기준 베트남은 전 세계에서 두 번째로 많은 인터넷 시민을 수감한 국가였으며, 그 수는 17명에 달했다. 그 중에는 반체제 인사들인 응우옌 띠엔 쭝(Nguyễn Tiến Trung), 쩐 후인 주이 틱(Trần Huỳnh Duy Thức), 레 공 딘(Lê Công Định), 레 탕 롱(Lê Thăng Long), 그리고 블로거 디에우 까이(Điếu Cày, 본명: 응우옌 반 하이) 등이 포함되어 있었다.
블로거 디에우 까이(Điếu Cày, 본명: 응우옌 반 하이)는 베이징 올림픽 성화가 호찌민시를 통과하는 것에 반대하며 보이콧을 촉구한 인물로, 2008년 4월 ‘세금 탈루’ 혐의로 체포되어 징역 2년 6개월을 선고받았다. 그 후 그는 ‘국가에 반하는 선전’ 혐의로 다시 기소되었고, 아직 판결이 내려지지 않은 상태에서도 구금이 계속되었다. 민주운동가 응우옌 띠엔 쭝(Nguyễn Tiến Trung)은 2009년 7월 7일에 형법 제88조 위반 혐의로 체포되어 징역 7년형을 선고받았다. 또한, 전직 공산당원이자 ‘8406 블록’의 일원이었던 비 득 호이(Vi Đức Hồi)는 역시 형법 제88조 위반으로 징역 8년형과 5년간의 가택 연금을 선고받았다. 그는 민주 개혁을 공개적으로 요구했고, 재산 강탈 사건, 부패 문제, 다원주의 등의 민감한 주제를 인터넷에 게시한 바 있다.
2010년 9월, 호찌민시 공과대학교의 계약직 강사였던 팜 민 호앙(Phạm Minh Hoàng)은 프랑스와 베트남 이중 국적자였으며, ‘반정부 조직’으로 간주되는 ’Việt Tân(베트남 개혁당)’과 관련된 활동을 했다는 이유로 체포되었다. 그는 정부의 노선과 정책을 ‘왜곡’한 내용의 글 29편을 인터넷에 게시한 혐의를 받았다.
2011년 7월에서 8월 사이, 베트남 가톨릭계와 관련된 여러 블로거 및 활동가들이 체포되었다. 그중 블로거 파울루스 레 썬(Paulus Lê Sơn)은 변호사 꾸 후이 하 부(Cù Huy Hà Vũ)의 재판을 취재하려 한 이유로 체포되었다. 꾸 후이 하 부 역시 인터넷에 올린 글들로 인해 기소된 인물이었다.
2011년 10월, 딘 당 딘(Đinh Đăng Định)이라는 고등학교 교사가 ‘국가에 반하는 선전 활동’ 혐의로 체포되었다. 그는 인터넷에 다음과 같은 내용을 게시한 혐의를 받았다. 닌코(Nhân Cơ) 지역 보크사이트(보크사이트: 알루미늄 원광석) 채굴 사업 반대, 다당제와 정치적 다원주의 요구, 경찰 및 군대의 비정치화 주장, 헌법 제4조(공산당의 지도 역할 명시 조항) 폐지 주장, 그리고 당의 역사적 역할 부정 등이다. 그가 2012년 2월 말에 기소된 이후, 미국 국무부는 성명을 발표하여 이 사건에 대한 공식 입장을 밝히며, “모든 베트남 국민이 정치적 의견을 표현하고 정부 정책을 비판할 권리를 포함해, 표현의 자유를 존중할 것”을 베트남 정부에 촉구하였다. 미국의 소리(VOA) 방송과 일부 해외 웹사이트들도 이 사안에 대해 비판적인 목소리를 냈으며, 이에 대해 베트남 국방부 기관지인 『인민군 신문』은 이러한 발언들을 “타국의 내정에 대한 노골적인 간섭”이라고 비판했다.
심지어 국내에서 명성이 있는 작가들조차 블로그에 글을 올렸다는 이유로 기소되기도 한다. 대표적인 사례로, 작가 응우옌 꽝 럽(Nguyễn Quang Lập)은 자신의 블로그 ‘꿰 쪼아(Quê Choa)’에 게시한 글로 인해, 2014년 12월 6일 자택에서 경찰에 체포되었다. 그는 형법 제258조에 따라 ‘국가를 반대하는 왜곡된 내용’을 퍼뜨렸다는 혐의로 기소되었다.

## 반응
베트남 정부의 인터넷 검열 노력은 ’국경 없는 기자회’가 베트남을 지속적으로 ‘인터넷의 적’ 명단에 포함시키는 주요 원인이 되었다. OpenNet은 베트남의 검열 시스템에 대해 투명성과 일관성이 모두 ‘낮다’고 평가하였다. 국제 인권 단체들과 서방 국가 정부들은 베트남에서 인터넷 활동가들이 체포될 때마다 이를 강하게 비판해 왔다.2011년, 미국 하원의원 로레타 산체스(Loretta Sanchez)는 ‘베트남 인터넷 자유 촉구 법안’을 발의하며, 베트남 정부가 형법 제88조 및 인터넷 사용을 제한하는 관련 법률들을 폐지할 것을 요구하였다.
접속 장애가 자주 발생함에도 불구하고, 페이스북은 여전히 베트남 내에서 방문자 수 기준으로 3위를 차지하는 웹사이트였으며, 많은 기업들이 자사 페이스북 페이지를 공개적으로 홍보하고 있었다. 베트남에서의 페이스북 차단은 많은 논란을 불러일으켰다. 2011년 2월부터는 “베트남 통신사의 페이스북 차단에 반대하는 100만 명 서명 운동”이라는 페이스북 그룹이 만들어졌고, 해당 그룹에는 약 63,000명이 참여했다. 프록시 서버 등의 우회 접속 방법은 불법이지만, 많은 이용자들은 차단된 웹사이트에 접속하기 위해 다양한 우회 기술을 사용했고, 국내 언론들조차 독자들에게 방화벽 우회 방법을 소개하는 기사를 실은 바 있다.
베트남 정부가 정부령 제72호를 제안한 이후, 미국, 영국, 프랑스, 독일을 포함한 21개국 연합은 이를 공개적으로 반대하였다. 이들은 해당 법령이 “베트남 내 인터넷 접근 및 사용 방식에 추가적인 제약을 가하게 될 것”이라고 비판하였다. Google, eBay, Facebook, Yahoo! 등의 기업이 참여하는 ‘아시아 인터넷 연합(Asia Internet Coalition)’ 역시 이 법령이 “혁신적인 시도를 억누르고, 베트남에 진출하려는 기업들의 활동을 위축시킬 것”이라고 우려를 표명했다. 이에 대해 우려를 잠재우기 위해, ‘베트남의 소리’(VOV)는 정부령 제72호에서 정보 종합 공유를 금지한 조항의 목적은 “콘텐츠와 정보의 저작권 침해를 방지하기 위한 것”이며, “기사 일부를 인용하거나 논평을 덧붙이고 원문으로 연결하는 링크를 제공하는 행위는 금지 대상이 아니다”라고 해명하였다. 한편, ‘정보 종합 제공 금지’가 표현의 자유를 제한한다는 비판에 대해, 정보통신부 부장관 도 꾸이 즈언(Đỗ Quý Doãn)은 그러한 비판은 “궤변에 불과하다”고 일축했다.

## 같이 보기
대한민국의 인터넷
대한민국의 인권
인터넷 경찰
일본의 검열
중화인민공화국의 인터넷 검열
대한민국의 인터넷 검열
국경 없는 기자회